# Esplenectomía
La esplenectomía es un procedimiento quirúrgico que elimina parcial o totalmente el bazo dañado o enfermo. El nombre proviene del latín splenectomia, y este del griego σπλήν (/splḗn/, que significa 'bazo') y el latín -ectomia, 'extirpación'.

## Indicaciones
El bazo ayuda al cuerpo a combatir los gérmenes y las infecciones e igualmente ayuda a filtrar la sangre. Una de sus funciones es la eliminación de los glóbulos rojos viejos y plaquetas, así como la detección y la lucha contra ciertas bacterias. Funciona como espacio para el desarrollo de nuevos glóbulos rojos de los progenitores hematopoyéticos de células madre, y en particular en situaciones en las que la médula ósea, el lugar normal para este proceso, se ha visto comprometida por un trastorno como la leucemia. El bazo podría sufrir agrandamiento por una variedad de condiciones tales como la malaria o mononucleosis y, con mayor frecuencia, en cánceres de los vasos linfáticos como los linfomas o la leucemia.

## Causas de extracción
Es extraído en las siguientes circunstancias:
- Cuando se hace muy grande, y se torna destructivo para las plaquetas y células rojas.
- Trastornos de la sangre, como púrpura trombocitopénica idiopática, esferocitosis hereditaria, eliptocitosis y talasemia.
- Para el diagnóstico de ciertos linfomas.
- Se realiza en caso de coágulos de sangre (trombosis) en los vasos sanguíneos del bazo.
- A raíz de la ruptura espontánea.
- Enfermedad hepática, específicamente cirrosis.
- Bazo afectado debido a un trastorno como leucemia, VIH, síndrome de Felty y enfermedad de Banti.
- Para el tratamiento a largo plazo de la porfiria eritropoyética congénita (PEC) en caso de anemia hemolítica severa.
- La propagación del cáncer gástrico en el tejido esplénico.
- Traumatismo grave o fisura del bazo. Un ejemplo de traumatismo podría ser un golpe en el abdomen por un evento deportivo.
- Cuando existe agrandamiento del bazo debido a una enfermedad (mononucleosis), actividades triviales como inclinarse sobre un mostrador o por la tensión de defecar pueden provocar una ruptura.
- Por presentar enfermedad de Nieman Pick.

## Procedimiento
La laparoscopia es el procedimiento preferido en caso de que el bazo no sea demasiado grande y cuando el procedimiento es electivo. La cirugía abierta se realiza en casos de traumatismos o cuando existe agrandamiento del bazo. Cualquier método se realiza bajo anestesia general. La vacunación de neumococo, meningococo y H. influenza se debe dar antes de la operación si es posible para minimizar el riesgo de infección post-extracción. El bazo es localizado y luego desconectado de sus arterias. Los ligamentos que sostienen el bazo en su lugar se disecan y el órgano se quita. En algunos casos, uno o varios bazos accesorios son descubiertos y extirpados durante la cirugía. Las incisiones se cierran y cuando esté indicado, se deja un drenaje. Si es necesario, las muestras de tejido se envían a un laboratorio para su análisis.

## Efectos secundarios
Al ser extirpado el bazo, otras células del cuerpo deberán cumplir sus funciones. Sin embargo, sin el bazo hay mayor riesgo de contraer infecciones graves; en especial, las provocadas por las bacterias encapsuladas. El paciente debe recibir la vacuna neumocócica conjugada y la vacuna meningocócica; asplenia. Podría ocurrir un aumento de leucocitos de la sangre. Después de la esplenectomía el recuento de plaquetas puede elevarse a niveles altos (trombocitosis), dando lugar a un aumento en el riesgo de formación de coágulos potencialmente fatales. Un paciente sin bazo puede tener un riesgo elevado de desarrollar diabetes. La esplenectomía también puede llevar a neutrofilia crónica.

## Esplenectomía parcial
Extracción de una parte del bazo en caso de rotura, con el fin de cortar la hemorragia y no anular el mecanismo de defensa frente a algunas infecciones que puede tener el bazo. Indicada especialmente en niños, en ellos son mucho más frecuentes las infecciones graves a causa de la extirpación completa del bazo. En particular, la vacunación y los antibióticos al mismo tiempo ofrecen una buena protección contra los riesgos de asplenia, pero no siempre están disponibles en los países más pobres.